# Sobre rojo

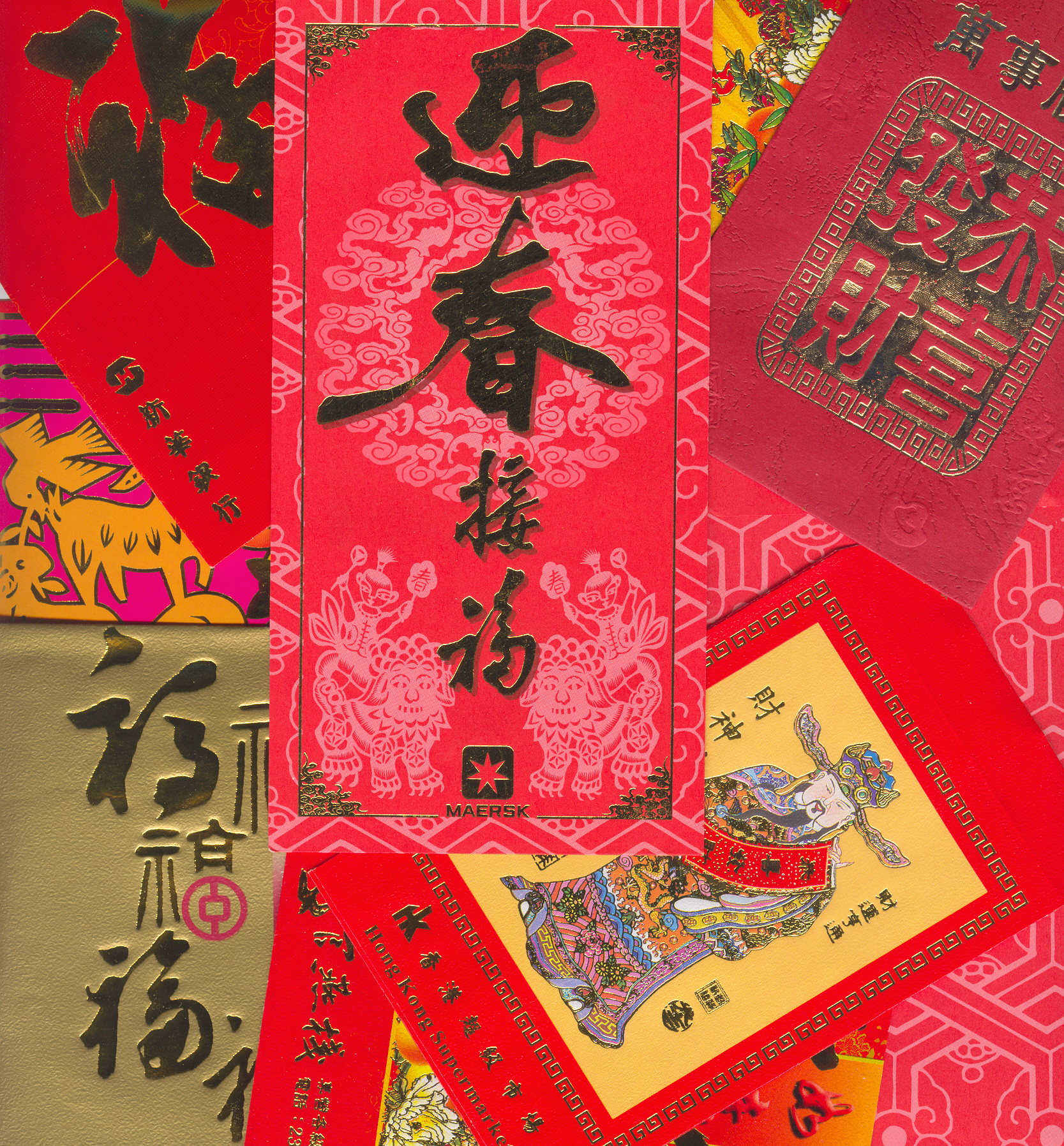
Diferentes muestras de "sobres rojos" contemporáneos.

En China y comunidades chinas de otros países del este y sudeste asiático, un "sobre rojo" o "hongbao" (en chino tradicional, 紅包; en chino simplificado, 红包; pinyin, hóng bāo; literalmente, ‘sobre rojo’) hace referencia a un regalo en efectivo, dentro de un sobre rojo, que se da durante las fiestas o en ocasiones especiales tales como bodas, nacimiento de niños o una graduación.
Fuera de China, siguen la costumbre las comunidades chinas en otras partes del sudeste asiático y otros países con una población de origen chino considerable. En 2014 la aplicación para teléfono móvil WeChat hizo popular la distribución de "hongbao" digitales a través de pagos por internet y redes móviles.

## Usos
Los "sobres rojos" son regalos que se dan en reuniones familiares o sociales, como bodas, o en festividades como el año nuevo chino. El color rojo del sobre representa la buena fortuna y es un símbolo de protección contra malos espíritus. Al acto de solicitar un "hongbao" se le denomina tao hongbao (en chino tradicional, 討紅包; en chino simplificado, 讨红包; pinyin, tǎo hóngbāo) o yao lishi (en chino simplificado, 要利是; pinyin, yào lì shì). Los "hongbao" son generalmente ofrecidos durante las festividades por las parejas casadas a los miembros solteros, sin importar la edad; o por las personas mayores a los jóvenes.
En la noche de año nuevo chino corresponde al cabeza de familia darle el sobre rojo a los niños de la casa, este representa la entrega de bendiciones y buena suerte. En Hong Kong y Macao, la costumbre es que la generación más vieja y casada le dé el sobre rojo a la generación más joven y soltera.
- Datos: Q716009
- Multimedia: Red envelopes (gift) / Q716009